# Субгранулярная зона

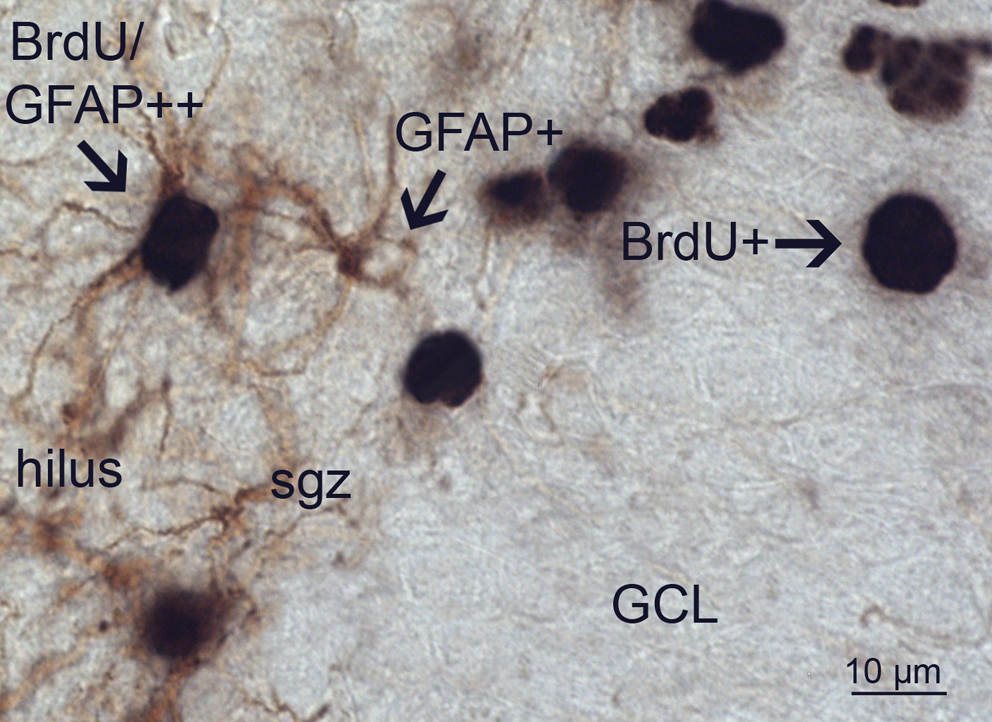
Экспрессия GFAP (маркер астроцитов) и BrdU (маркер пролиферации клеток) в субгранулязной зоне крысы, 21 день после рождения. GCL - слой гранулярных клеток. Oomen et al., 2009

Субгранулярная зона (англ. Subgranular zone, SGZ) — область мозга, расположенная между слоем гранулярных клеток и хилусом зубчатой извилины гиппокампа. В субгранулярной зоне происходит постнатальный («взрослый») нейрогенез — образование новых нейронов из полипотентных клеток-предшественников.